# Brunehamel
Brunehamel – miejscowość i gmina we Francji, w regionie Hauts-de-France, w departamencie Aisne.
Według danych na styczeń 2014 roku gminę zamieszkiwało 547 osób a gęstość zaludnienia wynosiła 61,4 osób/km².